# Alte Deichbruchstelle Lütetsburg
Die Alte Deichbruchstelle Lütetsburg ist ein geschütztes, flächenhaftes Naturdenkmal in Lütetsburg, einer Gemeinde in der Samtgemeinde Hage im niedersächsischen Landkreis Aurich in Ostfriesland. Es trägt die Nummer ND AUR 00115.

## Beschreibung des Gebietes
Das am 8. Juni 1984 ausgewiesene flächenhafte Naturdenkmal liegt östlich der Kreisstraße 242 (Kolkbrücker Weg). Es besteht zum größten Teil aus einem verlandeten Stillgewässer mit Schwingrasen und einem allseitig vorhandenen Gehölzstreifen. Das Gebiet ist nach Ansicht des Landkreises Aurich ein „seltenes Biotop mit Schwingrasenbereichen und Sumpfgebüschen“ sowie Laichplatz und Nahrungsrevier für Amphibien. Auch aus kulturhistorischen Gründen ist das Gebiet nach Ansicht der Behörde bedeutend.